# Pfaffenscheid
Pfaffenscheid ist ein Ortsteil der Gemeinde Wiehl im Oberbergischen Kreis. Es handelt sich dabei um einen Einzelhof westlich von Drabenderhöhe. Die Namensgebung basiert auf dem hier Scheid genannten Höhenzug und einem kirchlichen Grundbesitz.

## Lage
Pfaffenscheid liegt auf der Mucher Hochfläche innerhalb der Bergischen Hochflächen westlich von Drabenderhöhe. Ein anderer Nachbarort ist Niedermiebach im Südwesten. Pfaffenscheid ist über die Bundesstraße 56 erreichbar.

## Beschreibung
Es handelt sich um ein zweigeschossiges Fachwerkhaus mit angebauter Scheune, das Erdgeschoss ist teilweise aus Bruchstein gemauert. In einem Eichenbalken ist folgender Türspruch eingeritzt: Heil denen die hier eintreten, Friede denen, die das Haus verlassen. Zum Haus gehörten ursprünglich 26 Morgen Land, davon zwei Morgen Gartenland.

## Geschichte
Das Pfarrgut der Kirche in Drabenderhöhe wird im Visitationsbericht von Jakob Sasse an die herzogliche Kommission erstmals 1582 erwähnt. Es lag damals im Kirchspiel Much im Amt Windeck des Herzogtums Berg.
Carl Friedrich von Wiebeking benennt die Hofschaft auf seiner Charte des Herzogthums Berg 1789 als Pfaffenberg. Aus ihr geht hervor, dass der Ort zu dieser Zeit Teil der Honschaft Miebach im Kirchspiel Much war.
1790 wird in Drabenderhöhe ein neues Pfarrhaus erbaut und das Gut verpachtet. Bis 1806 nannte man den Hof Wiedenhof, erst in der Franzosenzeit kam die Bezeichnung Pfaffenscheid auf. Wiedenhof war ehemals die Bezeichnung für einen Pfarrsitz. Die nächsten hundert Jahre findet Pfaffenscheid in den Ortsverzeichnissen von Much keine Erwähnung.
Der Ort ist auf der Topographischen Aufnahme der Rheinlande von 1825 als Pfaffenberg verzeichnet. Die Preußische Uraufnahme von 1845 zeigt den Wohnplatz unter dem Namen Pfaffenscheid. Ab der Preußischen Neuaufnahme von 1896 ist der Ort auf Messtischblättern regelmäßig als Pfaffenscheid verzeichnet.
1822 lebten acht Menschen im als Hof kategorisierten Ort, der nach der napoleonischen Besetzung im Kirchspiel Drabenderhöhe zur Bürgermeisterei Much im Siegkreis gehörte und Pfaffenscheidt geschrieben wurde. Für das Jahr 1830 werden für den als Pfaffenscheidt bezeichneten Ort zehn Einwohner angegeben. Der 1845 laut der Uebersicht des Regierungs-Bezirks Cöln als Hof kategorisierte Ort besaß zu dieser Zeit ein Wohngebäude mit neun Einwohnern, alle evangelischen Bekenntnisses.
1867 wurde das Pfarrgut verkauft an die Witwe Henriette Schöneshofer, deren Nachkommen immer noch hier wohnen. 1932 wurde Pfaffenscheid auf Wunsch der evangelischen Einwohner in Much ausgemeindet und Drabenderhöhe angeschlossen.

### Denkmalschutz
Seit 1984 steht der Hof unter Denkmalschutz. Beide Gebäude sind unter der Nr. 96 in die Liste der Baudenkmäler in Wiehl eingetragen.